# Легеда, Анатолий Николаевич
Анатолий Николаевич Легеда (род. 27 октября 1962, Кукшин, Черниговская область) — советский украинский легкоатлет, специалист по бегу на средние дистанции. Выступал на всесоюзном уровне в 1980-х годах, обладатель бронзовой медали чемпионата Европы среди юниоров, победитель первенств всесоюзного и республиканского значения, рекордсмен страны, участник Игр доброй воли в Москве и Всемирной Универсиады в Кобе. Представлял Чернигов и спортивное общество «Колос». Мастер спорта СССР. Подполковник полиции в отставке.

## Биография
Анатолий Легеда родился 27 октября 1962 года в селе Кукшин Нежинского района Черниговской области Украинской ССР. Серьёзно заниматься лёгкой атлетикой начал в Чернигове во время учёбы в Черниговском кооперативном техникуме и Черниговском государственном педагогическом институте. Выступал за добровольное спортивное общество «Колос».
Первого серьёзного успеха на международном уровне добился в сезоне 1981 года, когда вошёл в состав советской сборной и выступил на юниорском европейском первенстве в Утрехте, где в зачёте бега на 1500 метров завоевал бронзовую награду. Выполнил норматив мастера спорта СССР.
В 1983 году в 1500-метровой дисциплине занял четвёртое место на всесоюзных соревнованиях в Ленинграде.
В 1984 году в той же дисциплине был пятым на Мемориале братьев знаменских в Сочи, взял бронзу на соревнованиях в Киеве, Москве и Ленинграде. В Киеве установил свой личный рекорд — 3:37.17.
В 1985 году на чемпионате СССР в Ленинграде вместе с Анатолием Калуцким, Павлом Яковлевым и Игорем Лоторёвым установил рекорд СССР в эстафете 4 × 1500 метров (14:45.63), который впоследствии так и не был никем превзойдён. Будучи студентом, представлял Советский Союз на Всемирной Универсиаде в Кобе, где в финале бега на 1500 метров финишировал четвёртым.
Благодаря череде удачных выступлений в 1986 году удостоился права защищать честь страны на впервые проводившихся Играх доброй воли в Москве — в дисциплине 1500 метров показал время 3:41.17, расположившись в итоговом протоколе соревнований на восьмой строке.
В 1987 году на Кубке СССР в помещении в Москве взял бронзу в беге на 1000 метров и установил ныне действующий рекорд Украины — 2:20.91. Кроме того, отметился победой на 1500-дистанции на всесоюзных соревнованиях в Риге.
В 1988 году в беге на 1500 метров выиграл бронзовую медаль на Мемориале братьев Знаменских в Ленинграде, занял четвёртое место на турнире в Киеве. Позднее на соревнованиях в Харькове дважды поднимался на пьедестал почёта: получил золото и серебро в дисциплинах 1500 и 800 метров соответственно.
Завершил спортивную карьеру в 1989 году, после чего в течение многих лет работал в кинологическом центре УМВД в Черниговской области. Подполковник полиции в отставке.